# William Colepaugh
William Curtis Colepaugh (* 25. März 1918 in Niantic, Connecticut; † 16. März 2005 in Paoli, Pennsylvania) war ein US-Amerikaner und Spion für den NS-Staat Deutschland.

## Leben
Nach seiner Entlassung aus der United States Navy Reserve 1943 – nach offiziellen Angaben „zum Wohle des Dienstes“ – lief William Colepaugh 1944 zu den Deutschen über. Als Besatzungsmitglied eines Rückführungsschiffs, das in Lissabon, Portugal angelegt hatte, begab er sich in das dortige deutsche Konsulat mit dem Ziel, in deutsche Dienste zu treten.
Colepaugh, der praktisch kein Deutsch sprach, erhielt eine umfangreiche Waffen- und Spionageausbildung in einer Spionage-Akademie im damals deutsch besetzten Den Haag in den Niederlanden. Mit dem deutschen Agenten Erich Gimpel wurde er am 29. November 1944 durch das U-Boot U-1230 in die Vereinigten Staaten zurückgebracht und ging am Hancock Point im Golf von Maine an Land. Die Aufgabe der Männer, namens Unternehmen Elster, lautete, technische Informationen über die alliierten Kriegsanstrengungen zu sammeln und diese mit einem Funkgerät, das sie noch bauen sollten, nach Deutschland zu senden.
Zusammen schlugen sich Colepaugh und Gimpel nach Boston durch und fuhren dann mit dem Zug nach New York City. Bald darauf gab Colepaugh die Mission auf. Er nahm sich 48.000 US-Dollar des Geldes, das sie mitgebracht hatten, und verbrachte einen Monat damit, mit einheimischen Frauen zu feiern und zu zechen. Nachdem er in weniger als einem Monat 1500 (nach heutigem Wert 22.000) US-Dollar ausgegeben hatte, suchte Colepaugh einen alten Schulfreund auf und bat ihn um Hilfe, um sich dem FBI zu stellen, da er auf eine Kronzeugenregelung hoffte. Das FBI war bereits auf der Suche nach den beiden deutschen Agenten, nachdem ein kanadisches Schiff wenige Kilometer vor der Küste von Maine versenkt worden war (was darauf hindeutete, dass ein U-Boot in der Nähe war) und Berichte über verdächtige Beobachtungen von Anwohnern gekommen waren. Das FBI verhörte Colepaugh, was es ermöglichte, Gimpel aufzuspüren.
Nach ihrer Gefangennahme wurden die Männer auf Anweisung des Generalstaatsanwalts den US-Militärbehörden übergeben. Im Februar 1945 standen sie vor einem Militärgericht, das sie wegen Verschwörung und Verletzung des 82. Kriegsartikels anklagte. Sie wurden für schuldig befunden und zum Tod durch den Strang (Erhängen) verurteilt. Das Urteil wurde später von Präsident Harry S. Truman in lebenslange Haft umgewandelt. Gimpel wurde 1955 und Colepaugh 1960 auf Bewährung entlassen.